# Tolmin
Tolmin (olaszul: Tolmino, németül: Tolmein) kisváros Szlovénia északnyugati részében, Tolmin község (občina) közigazgatási központja.

## Földrajza
A Júliai-Alpok déli szegélyén terül el. Tolmin a legnagyobb település az Isonzó folyó (szlovénül Soča) felső folyásánál (Zgornje Posočje, Felső-Isonzó-völgy), az olasz határhoz közel. Az Isonzó és a Tolminka folyók összefolyásánál fekszik egy meredek hegyoldalak alatt. A régi Tolmin város az egész környék (Tolminsko) névadója volt, mint gazdasági, kulturális és közigazgatási központ.
A terület a történelmi Goríciai régióban (Goriška) fekszik, amely a nagyobb Primorska régió része, mintegy 41 kilométerre északra Nova Gorica várostól és 87 kilométerre nyugatra a szlovén fővárostól, Ljubljanától. Észak felé innen az út Bovec felé visz az Isonzó völgyében felfelé, egy keleti leágazással Škofja Loka és Idrija felé.

## Története

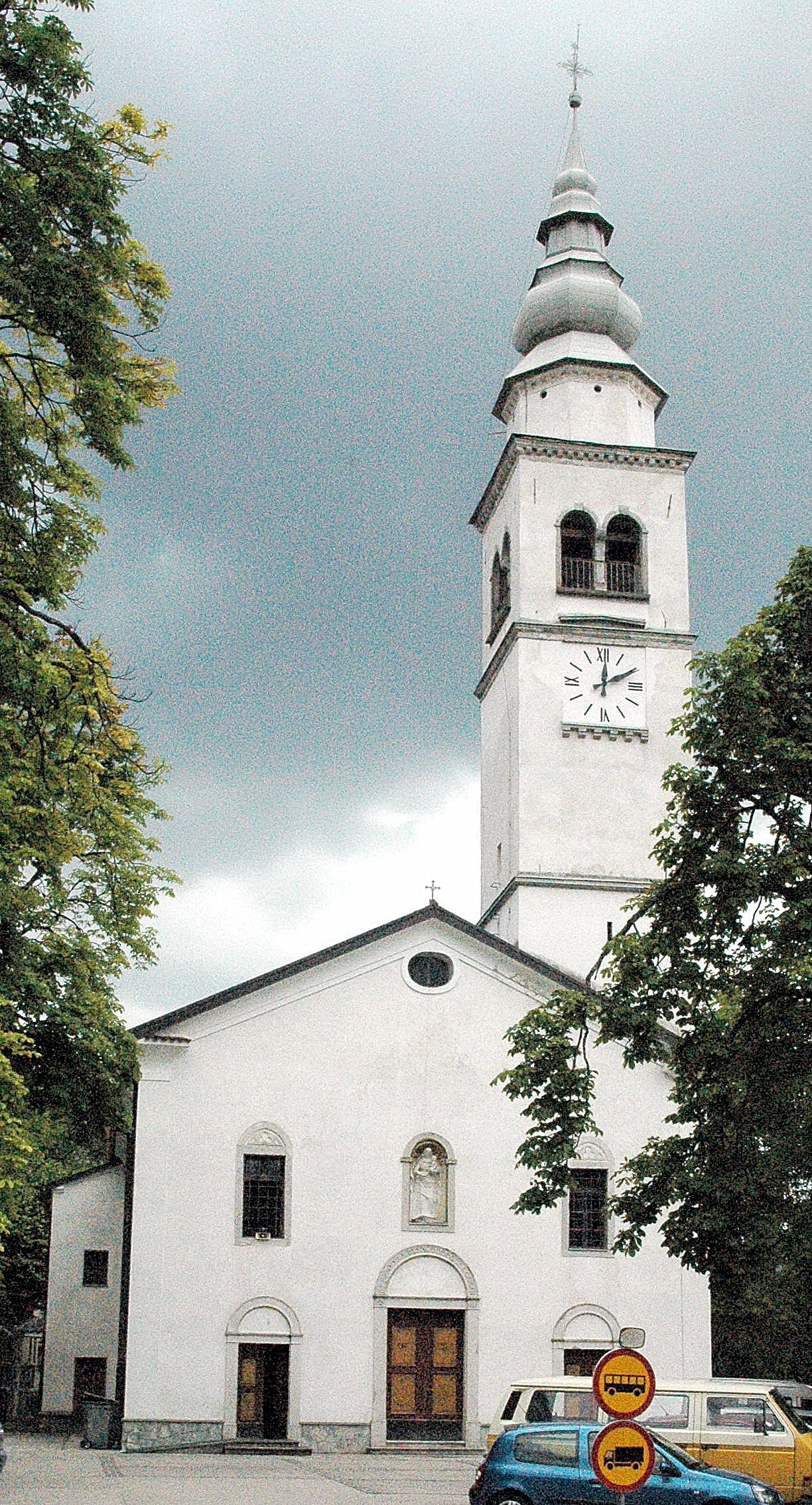
A Mária fogantatása plébániatemplom

A tolmini régió korai lakosai illírek voltak. A Római Birodalom uralta, majd sorrendben Odoaker, a keleti gótok, a Kelet-Római Birodalom, majd a lombard Friuli hercegség. Nagy Károly frank birodalma 774-ben hódította meg, majd a friuli őrgrófság része lett.
A szlovének ősei 600-tól jelentek meg a térségben, amikor szlávok betelepedtek a Keleti-Alpokba, a pannóniai avarok nyomása alatt. A verduni szerződés 843-ban a Középső Frank Királyságnak juttatta a területet. 952-ben a hatalmas veronai őrgrófsághoz került, amelyet kezdetben bajor hercegek uraltak, majd 976-tól a karinthiai hercegek. IV. Henrik német-római császár az újonnan létrehozott Patria del Friuli nevű egyházi államnak adta át 1077-ben. Végül 1509-ben a cambrai-i liga első háborújában I. Miksa német-római császár hódította meg.
Ezután Tolmint a korábbi goríciai grófsággal együtt, a Habsburg Birodalom belső-ausztriai területei részeként igazgatták. 1713-ban a megnövelt adók és Coronini gróf elleni parasztfelkelés központja volt. Aztán 1809 és 1814 között a napóleoni Francia Császárságban az Illír tartományok része volt. Később 1918-ig az Osztrák–Magyar Monarchia városa volt (az 1867-es kiegyezés után az osztrák oldalon). Az azonos nevű körzet része volt, amely egyike volt Osztrák Küstenland tartomány 11 Bezirkshauptmannschaften nevű egységének.
Az első világháború után 1918 és 1943 között (névlegesen 1947-ig) az olasz király alá tartozott. Ekkor Tolmino néven Gorizia megye egyik önkormányzata volt,  kivéve 1923 és 1927 közt, amikor a megyét megszüntették és Udine megyéhez csatolták, illetve a német megszállás időszakát. Az olasz kapituláció után 1943-ban a náci Németország szállta meg a várost, és az Adriai Küstenland műveleti zóna része volt, míg a jugoszláv partizánok ki nem verték a németeket. A Júliai régiót a háború végén szétosztó Morgan-vonal a jugoszláv közigazgatás alá került B zónába juttatta. 1947-ben a párizsi békeszerződés hivatalosan is Jugoszláviának adta a várost. 1991-ben, Jugoszlávia felbomlásakor Szlovéniához került.

## Fordítás
- Ez a szócikk részben vagy egészben  a   Tolmin című angol Wikipédia-szócikk ezen változatának fordításán alapul.  Az eredeti cikk szerkesztőit annak laptörténete sorolja fel. Ez a jelzés csupán a megfogalmazás eredetét és a szerzői jogokat jelzi, nem szolgál a cikkben szereplő információk forrásmegjelöléseként.